# Stewarton
Stewarton est une ville au nord de l'East Ayrshire, en Écosse, à l'ouest des Lowlands.

## Géographie
La ville est à environ 8 km au nord de Kilmarnock et à 25 km au sud-ouest de Glasgow.

## Personnalités liées
- David Dale (1739 à Stewarton - 1806), négociant, entrepreneur du coton.
- James McCluskey dit Jim McCluskey (1950 à Stewarton - 2013), arbitre de football.
- Rose Reilly (née en 1955), a grandi à Stewarton.